# (14440) 1992 RF5
A (14440) 1992 RF5 a Naprendszer kisbolygóövében található aszteroida. Eric Walter Elst fedezte fel 1992. szeptember 2-án.

## Kapcsolódó szócikk
- Kisbolygók listája (14001–14500)